# Кузьменко Микола Зіновійович
Микола Зіновійович Кузьменко (? — ?) — український радянський діяч, новатор виробництва, шахтар, робітник очисного вибою шахти «Чайкіно-Глибока» комбінату «Макіїввугілля» Донецької області. Депутат Верховної Ради УРСР 8-го скликання.

## Біографія
На 1960-і — 1970-ті роки — робітник очисного вибою шахти «Чайкіно-Глибока» комбінату «Макіїввугілля» міста Макіївки Донецької області.

## Нагороди
- ордени
- медалі